# Случайный эксперимент
Случа́йный экспериме́нт (случайное испытание, случайный опыт) — математическая модель соответствующего реального эксперимента, результат которого невозможно точно предсказать. 
Математическая модель должна удовлетворять требованиям:
- она должна быть адекватна и адекватно описывать эксперимент
- должна быть определена совокупность множества наблюдаемых результатов в рамках рассматриваемой математической модели при строго определенных фиксированных начальных данных, описываемых в рамках математической модели.
- должна существовать принципиальная возможность осуществления эксперимента со случайным исходом сколь угодное количество раз при неизменных входных данных ({\displaystyle {n\to \infty }} , где {\displaystyle \;n} — количество произведённых экспериментов).
- должно быть доказано требование или изначально принята гипотеза о стохастической устойчивости относительной частоты для любого наблюдаемого результата, определённого в рамках математической модели:

{\displaystyle \forall A,\mathrm {N} _{n}(k){\longrightarrow }p(A)},  причем {\displaystyle {n\to \infty }}
{\displaystyle \;A} — наблюдаемый результат.
{\displaystyle \;\mathrm {N} _{n}(k)} — относительная частота реализаций эксперимента.
Точное описание природы случайного эксперимента влечет определение элементарных исходов, случайных событий и их вероятности, случайных величин и т. п.